# Phylica arborea
 (février 2022).
Si vous disposez d'ouvrages ou d'articles de référence ou si vous connaissez des sites web de qualité traitant du thème abordé ici, merci de compléter l'article en donnant les références utiles à sa vérifiabilité et en les liant à la section « Notes et références ».
Espèce
Phylica arborea est une espèce de plantes à fleurs de la famille des Rhamnaceae. C'est la seule plante ligneuse arborescente indigène des Terres australes et antarctiques françaises sur l'île Amsterdam dans l'Océan Indien. La même espèce est également l'une des deux seules espèces arborescentes indigènes présentes sur les îles de l'archipel Tristan da Cunha dans l'Océan Atlantique.

## Description
Phylica arborea est un arbuste ou un petit arbre aux feuilles vert foncé étroites et en forme d'aiguilles, argentées sur la face inférieure, et aux fleurs terminales blanc verdâtre. Il peut atteindre 6-7 m de hauteur dans les endroits abrités, beaucoup moins dans les lieux froids et ventés. 
Les Phylica de l'île Amsterdam ont longtemps été considérés comme appartenant à l'espèce Phylica nitida. Les études phylogénétiques récentes ont cependant montré que les Phylica de l'île Amsterdam n'étaient pas membres de la même espèce que les Phylica nitida des montagnes de l'île de La Réunion et de l'île Maurice (qu'il faut désormais considérer comme une espèce endémique des Mascareignes).
En revanche les Phylica de l'île Amsterdam sont apparemment très proches génétiquement de ceux de l'île Gough dans l'archipel Tristan da Cunha, formant une même espèce (Phylica arborea). Le transport des graines par l'albatros à bec jaune de l'océan Indien (Thalassarche carteri) pourrait expliquer cette parenté à longue distance.
Les Phylica de l'île Amsterdam figurent donc sur de nombreux et anciens documents (comme les timbres postaux des TAAF) sous le nom de Phylica nitida.

## Habitat
On trouve cet arbre dans l'archipel Tristan da Cunha et l'île de Gough dans l'Atlantique Sud, ainsi que sur l'île d'Amsterdam dans le sud de l'océan Indien.

## Menaces
Le Phylica arborea est présent en particulier sur le versant Est de l'île d'Amsterdam.
« En 1726, Valentyn décrit une forêt de phylicas formant une ceinture sur 1 500 ha (environ 27 % de la surface de l'île) entre 100 et 250 m d'altitude, dense au point d'être quasiment impénétrable.

En 1875, Velain estime que la forêt dense ne couvre plus que 250 ha. »
Au milieu des années 1980, il ne restait que quelques arbres résiduels.
« La réduction importante du peuplement de phylicas serait due aux coupes effectuées par l'homme, aux incendies et aux bovins laissés par Heurtin en 1871. »
La dernière éruption volcanique en 1792 et les incendies qu'elle a provoqués pourraient également être une cause de la disparition de la forêt de l'île Amsterdam.
« Après l'éradication d'une partie du troupeau en 1988 au sud de l'île et la mise en place de clôtures de protection, un programme de restauration a permis la plantation de 7 000 arbres, issus de graines produits par les phylicas restant. Le Grand Bois est classé réserve naturelle [...]. Aujourd'hui, le Grand Bois, dernière formation dense de phylicas sur la côte Est, n'occupe plus que 10 ha (0,2 % de la surface de l'île). »